# Øster Nykirke Sogn
Øster Nykirke Sogn ist eine Kirchspielsgemeinde (dän.: Sogn) im südlichen Dänemark. Bis 1970 gehörte sie zur Harde Nørvang Herred im damaligen Vejle Amt, danach zur Give Kommune im erweiterten Vejle Amt, die im Zuge der  Kommunalreform zum 1. Januar 2007 in der „neuen“  Vejle Kommune in der Region Syddanmark aufgegangen ist. Am 1. Oktober 2010 wurde der ehemalige Kirchenbezirk Vonge Kirkedistrikt im Øster Nykirke Sogn mit der Abschaffung der dänischen Kirchenbezirke ein selbständiges Sogn Vonge Sogn.
Im Kirchspiel leben 662 Einwohner (Stand:1. Januar 2023). Im Kirchspiel liegt die Kirche „Øster Nykirke“.
Nachbargemeinden sind im Südosten Hvejsel Sogn, im Südwesten Givskud Sogn, im Westen Give Sogn, im Nordwesten Thyregod Sogn und Vester Sogn, sowie in der nordöstlich benachbarten Ikast-Brande Kommune Hammer Sogn und Tørring Sogn.